# جات (سنجك)
جات (بالتركية: Çat)‏ هي قرية كرديّة رشوانيّة تتبع إداريّاً لمديرية سنجك في محافظة أديامان التركية، بلغ عدد سكانها 336 نسمة في عام 2021 ويتبعها نجع كليملي.